# Barrancos
Barrancos es una villa portuguesa rayana del distrito de Beja, región de Alentejo y comunidad intermunicipal de Baixo Alentejo (Bajo Alentejo). Con aproximadamente 1697 habitantes (según censo de 2009) es el municipio que presenta la población más reducida en el Portugal continental.
Es sede de un municipio com 168,43 km² de área y hace frontera al norte y al este con los municipios españoles de Oliva de la Frontera y Valencia del Mombuey (provincia de Badajoz) y de Encinasola (provincia de Huelva), al sur y al oeste con el municipio de Moura y al noroeste con el municipio de Mourão.

## Geografía
| Noroeste: Amareleja                            | Norte: Oliva de la Frontera y Valencia del Mombuey | Noreste: Jerez de los Caballeros |
| Oeste: Safara e Santo Aleixo da Restauração    |                                                    | Este: Encinasola                 |
| Suroeste: Safara e Santo Aleixo da Restauração | Sur: Aroche                                        | Sureste: Aroche                  |

Su alcalde (presidente de la Cámara Municipal) es João Nunes del PS.

## Demografía
| Habitantes en Barrancos entre 1801 – 2009 | Habitantes en Barrancos entre 1801 – 2009 | Habitantes en Barrancos entre 1801 – 2009 | Habitantes en Barrancos entre 1801 – 2009 | Habitantes en Barrancos entre 1801 – 2009 | Habitantes en Barrancos entre 1801 – 2009 | Habitantes en Barrancos entre 1801 – 2009 | Habitantes en Barrancos entre 1801 – 2009 | Habitantes en Barrancos entre 1801 – 2009 | Habitantes en Barrancos entre 1801 – 2009 |
| ----------------------------------------- | ----------------------------------------- | ----------------------------------------- | ----------------------------------------- | ----------------------------------------- | ----------------------------------------- | ----------------------------------------- | ----------------------------------------- | ----------------------------------------- | ----------------------------------------- |
| 1801                                      | 1849                                      | 1900                                      | 1930                                      | 1960                                      | 1981                                      | 1991                                      | 2001                                      | 2004                                      | 2009                                      |
| 2094                                      | 2042                                      | 2659                                      | 3210                                      | 3429                                      | 2157                                      | 2052                                      | 1924                                      | 1825                                      | 1697                                      |

## Cultura
Barrancos posee grandes conexiones culturales con España, ya que la localidad de Encinasola está a tan sólo 9 km de Barrancos, mientras que la localidad portuguesa más cercana (Santo Aleixo da Restauração), está situada a 21 km. Las manifestaciones más visibles de este "parentesco" cultural son el dialecto que allí se habla (más información aquí), y la supervivencia hasta nuestros días de la "tourada" en las que se ejecuta el toro. La villa de Barrancos es el único sitio en Portugal donde es legal esa ejecución del animal en la arena. Esta excepción fue consagrada en la ley portuguesa en 2002.
La cercanía de la que goza con la frontera española influyó muchísimo en el desarrollo, hasta finales de la década de 70 del siglo XX, de una intensa actividad de contrabando en la villa.
Todavía se mantienen curiosas tradiciones de raíz comunitaria, como son:
- El baile de la Piña, realizado en el sábado siguiente al Carnaval;
- La romería del Día de las Flores, el segundo lunes después del Domingo de Pascua;
- Las fiestas en honor de la Inmaculada Concepción (Nossa senhora da Conceição), los días 28, 29, 30 y 31 de agosto;
- El día de la Nossa Senhora da Conceição, el 8 de diciembre;
- La hoguera de Navidad, que es un encuentro comunitario, y que se realiza en el "largo" principal de la villa (un largo es una plaza pequeña), en la noche de 24 de diciembre.

### Lenguas
En Barrancos se hablan tres lenguas, siendo, por tanto, trilingües; esas lenguas son el barranqueño, el portugués y el español. El portugués siempre ha sido oficial y el barranqueño también ha sido recientemente reconocido como oficial a nivel local. El español, a pesar de no ser oficial es comprendido y hablado por todos los barranqueños; esto se debe a la cercanía con España, cuya localidad más cercana está a menos de 10 km, mientras que la población portuguesa más cercana está a más de 20 km. 

#### El barranqueño
Barrancos tiene un habla local, el barranqueño, que es un dialecto del portugués que tiene influencia del español del sur de Extremadura y de Andalucía. Actualmente el barranqueño se enseña en la escuela local.

## Barrancos en la Historia y su patrimonio
El territorio donde actualmente se sitúa Barrancos fue reconquistado a los moros en 1167, por Gonçalo Mendes da Maia, el Lidiador, y el repoblamiento de la zona fue ordenado por D. Sancho I de Portugal en 1200. La sede del municipio se situaba en aquel entonces en la villa de Noudar, que sólo sería definitivamente incorporada al Reino de Portugal en 1295, año en el que se le ha concedido fuero por parte del rei Dionisio I de Portugal (en portugués Dinis y en portugués antiguo Diniz). La villa de Noudar fue extinta en 1825, iniciándose entonces un lento proceso de despoblamiento, lo que implicaría la transición de la sede municipal hacia Barrancos.  

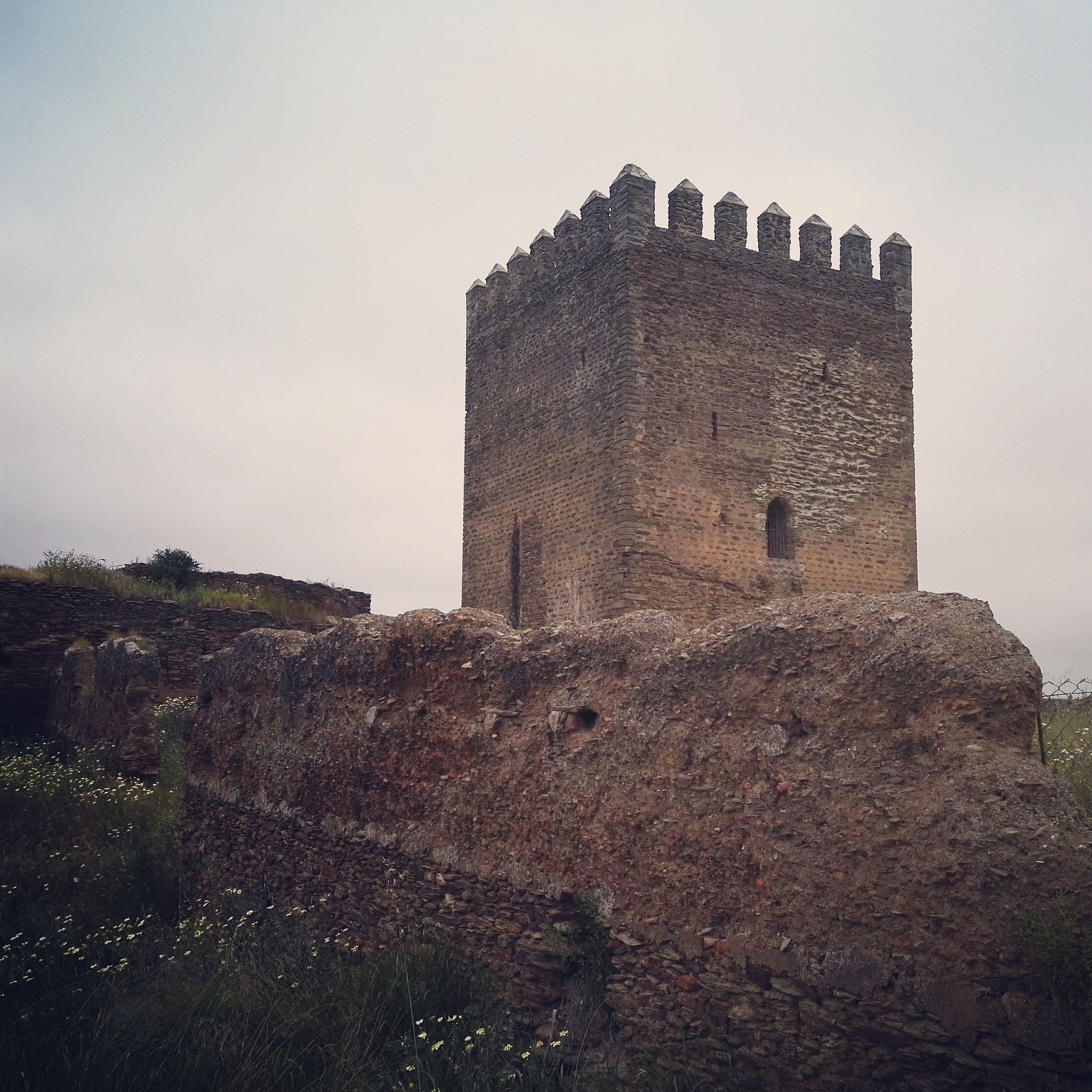
Castelo de Noudar.

Durante la guerra civil española, Barrancos recibió la llegada de refugiados españoles que huían del Bando nacional, y que fueron salvados gracias a la actuación del teniente António Augusto de Seixas, que se ocupó de su supervivencia en campos de refugiados y de su posterior traslado a zona republicana.
Relativamente al patrimonio edificado se destacam las ruinas del Castillo de Noudar y los edificios de la antigua villa homónima.

## Gastronomía
En la gastronomía local, se destaca el Jamón de Barrancos, que constituye denominación de origen protegida, según normativas de la Unión Europea.

## Espacios públicos y museos
- Museo municipal;
- Museu arqueológico e etnográfico de Barrancos.

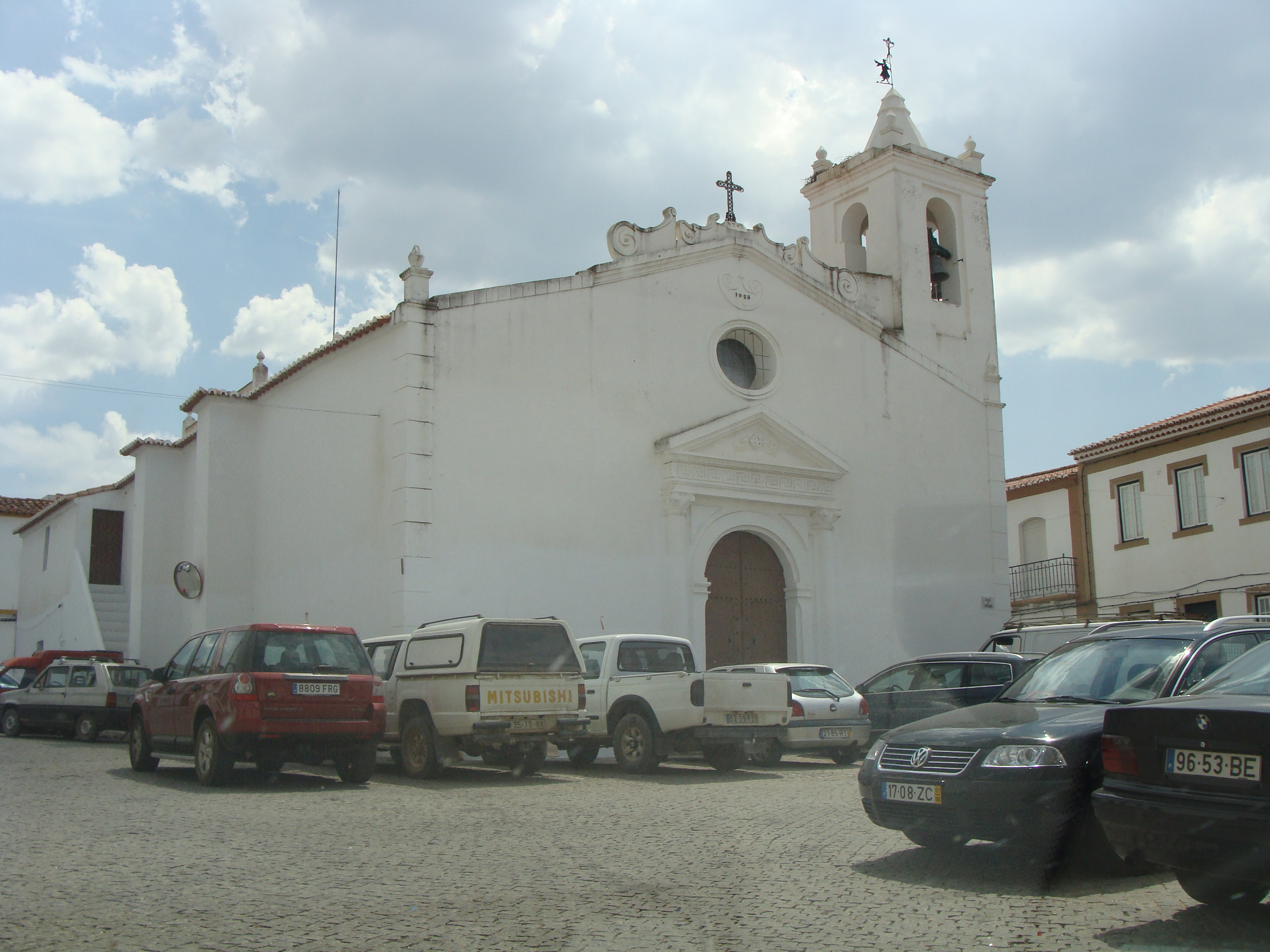
Iglesia matriz.
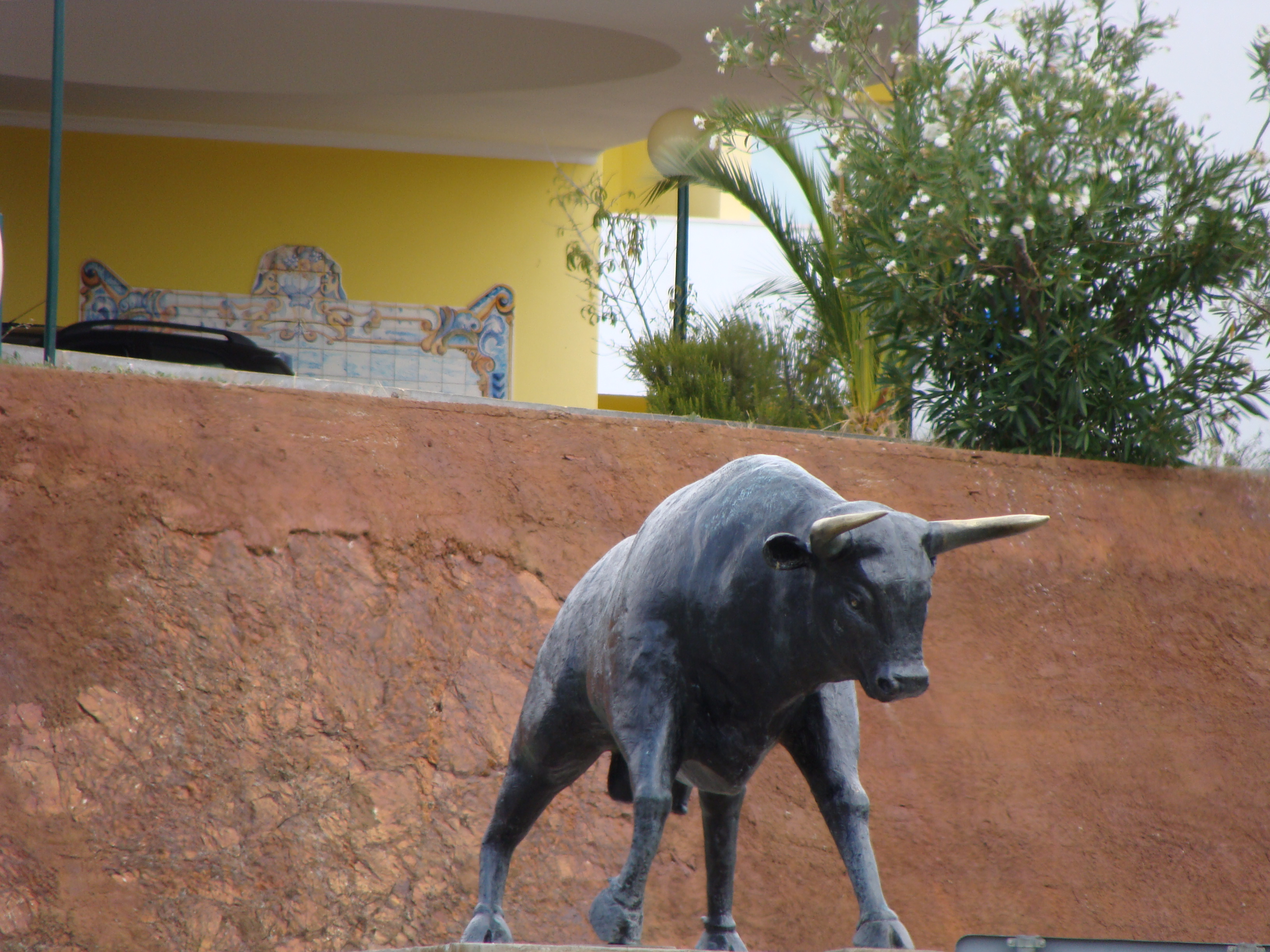
Monumento al toro.
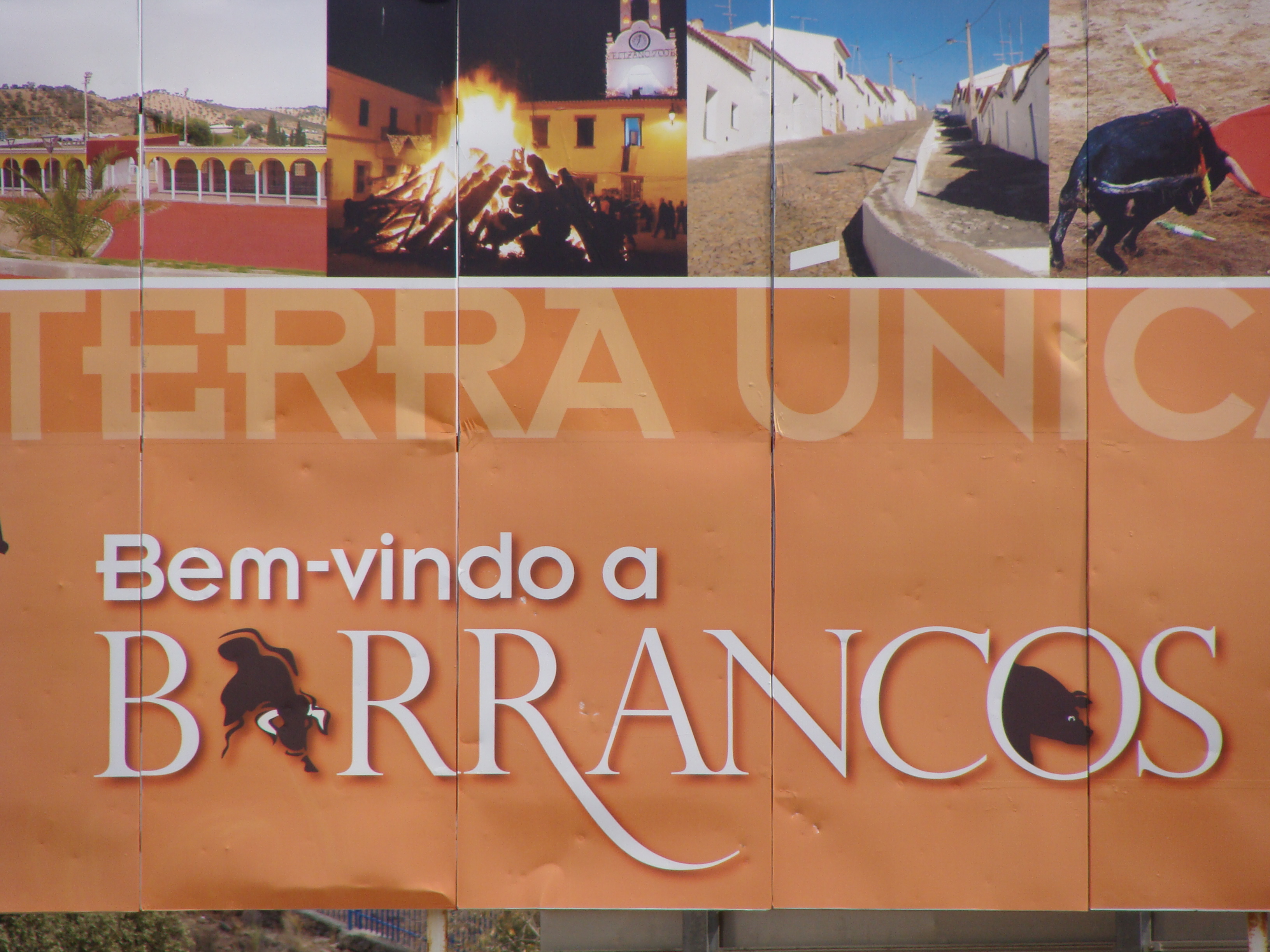
Panel de bienvenida.

## Feligresía
- Barrancos (única)

## Curiosidades
Barrancos es uno de los cinco municipios de Portugal constituidos por una única feligresía (en portugués → freguesia).
Se encuentra a 110 km de la ciudad de Beja y a la misma distancia de la ciudad de Évora.